# Векі-Вочі (Флорида)
Векі-Вочі (англ. Weeki Wachee) — місто (англ. city) в США, в окрузі Ернандо штату Флорида. Населення — 16 осіб (2020).

## Географія
Векі-Вочі розташоване за координатами 28°31′0″ пн. ш. 82°34′48″ зх. д. / 28.51667° пн. ш. 82.58000° зх. д. (28.516573, -82.579938).  За даними Бюро перепису населення США в 2010 році місто мало площу 2,76 км², з яких 2,63 км² — суходіл та 0,13 км² — водойми.

## Демографія
Згідно з переписом 2010 року, у місті мешкало 12 осіб у 7 домогосподарствах у складі 5 родин. Густота населення становила 4 особи/км².  Було 11 помешкання (4/км²).
Расовий склад населення:
| - 100,0 % — білих |

До двох чи більше рас належало 0,0 %. Частка іспаномовних становила 0,0 % від усіх жителів.
За віковим діапазоном населення розподілялося таким чином: 0,0 % — особи молодші 18 років, 66,7 % — особи у віці 18—64 років, 33,3 % — особи у віці 65 років та старші. Медіана віку мешканця становила 56,0 року. На 100 осіб жіночої статі у місті припадало 140,0 чоловіків;  на 100 жінок у віці від 18 років та старших — 140,0 чоловіків також старших 18 років.
Цивільне працевлаштоване населення становило 1 особа. Основні галузі зайнятості: мистецтво, розваги та відпочинок — 100,0 %.